# فولگازی
فولگازی (به لاتین: Fulgazi) یک منطقهٔ مسکونی در بنگلادش است که در ناحیه فنی واقع شده‌است. فولگازی ۹۹٫۰۳ کیلومتر مربع مساحت و ۱۰۳٬۴۲۶ نفر جمعیت دارد.